# 岡部記念館「金鈴荘」
岡部記念館「金鈴荘」（おかべきねんかん「きんれいそう」）は、栃木県真岡市荒町にある建築物。呉服店を営む岡部家の別荘として建設され、割烹料理店としても利用された。有島武郎の小説『或る女』の主人公のモデルとなった佐々城信子が暮らしていたことがある。

## 歴史
明治時代初期または中期に、岡部呉服店の2代岡部久四郎が岡部家の別荘として建てた。岡部呉服店は、江戸時代後期に岡部松兵衛が宇都宮の鈴木屋呉服店からのれん分けして創業した鈴木屋岡部呉服店を起源とし、初代岡部久四郎は真岡木綿の取り扱いを開始して真岡木綿の取引量を伸ばした。2代岡部久四郎は、栃木県の高額納税者番付に名を連ねる資産家であり、自ら建築資材を数年がかりで集め、大工や指物師を東京に派遣して3年間の修業を積ませた上で、10年あまりの歳月をかけて建設したという。この別荘は、主に岡部呉服店の接客（接待）や呉服の展示に供された。また、有島武郎『或る女』に登場する早月葉子のモデルになった佐々城信子は一時、この別荘で生活していた。
別荘としての利用は1952年（昭和27年）までで、その後1988年（昭和63年）6月までは割烹料理店「金鈴荘」に転用された。
金鈴荘の閉店後の1988年（昭和63年）8月からは、真岡市が借り受けて「岡部記念館」として公開を始めた。市は1989年（昭和64年/平成元年）の大河ドラマが『春日局』であったことから、春日局の夫である真岡藩主の稲葉正成を紹介する「稲葉正成館」として岡部記念館を利用した。稲葉正成館では、正成一家の蝋人形を展示し、暮らしぶりを紹介したほか、大奥に関する展示も行った。大河ドラマの放送が終わると稲葉正成館は閉館し、建物そのものや館内の骨董品などを見学してもらう施設として、毎週土曜日と日曜日に一般公開するようになった。19歳で岡部家に奉公し、岡部記念館をよく知る女性が管理人を務めた。この女性は、佐々城信子と同居した経験もあった。

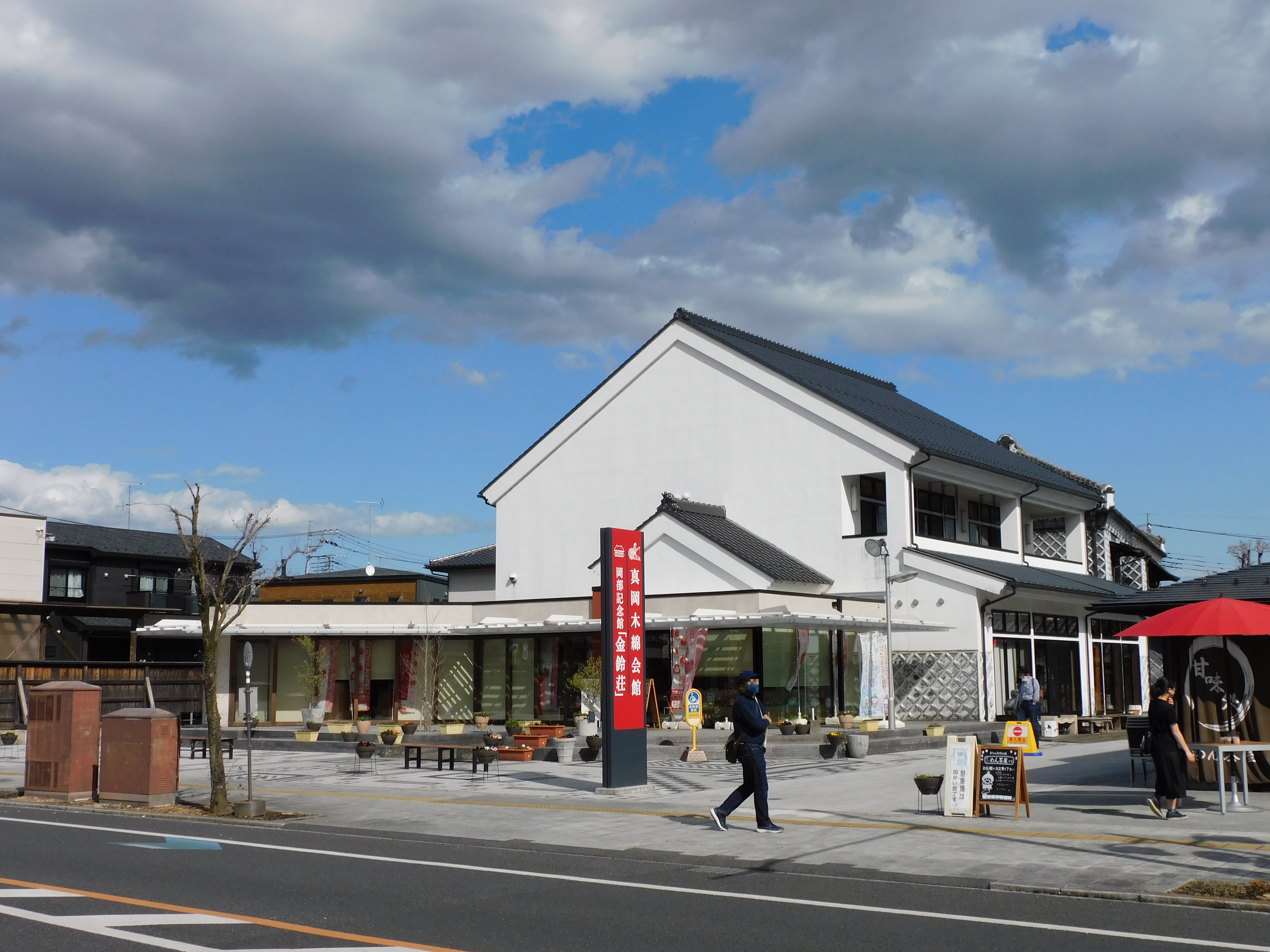
真岡木綿会館

2000年（平成12年）1月14日に栃木県指定有形文化財（建造物）となり、翌2001年（平成13年）1月に岡部呉服店が真岡市に寄付した。同年2月28日には、真岡市が「磯山石の石塀」を市登録文化財に登録した。磯山石は地元の石材で、すでに生産を終了している。
市は岡部呉服店が建っていた東隣の敷地に真岡木綿会館を2007年（平成19年）に建設し、岡部記念館と真岡木綿会館の一体的な管理運営を開始した。
2011年（平成23年）の東日本大震災で被災し、半解体による復旧工事と耐震補強工事が2013年（平成25年）まで行われた。

## 建築
木造2階建ての土蔵造で、なまこ壁である。桁行21.23 m×梁間12.13 m で延床面積は415.52 m2である。屋根は寄棟の桟瓦葺である。桟瓦は東日本大震災で一部が破損し、特注で復元された。近代和風建築にふさわしい風格を持つ建築物である。
玄関は庭園に面した南側の西の端にあり、廊下も庭園に面している。縁側のガラス戸には気泡が見られ、古いものであることが窺える。主要諸室は書院風の座敷で、座敷飾りがある。梁は日光杉を用いている。
主室は1階中央にある17.5畳の部屋で、唐木（紫檀・黒檀・鉄刀木）でできた床の間に天袋と違い棚がある。両隣には12.5畳の東の間と西の間があり、2階も同様である。なお、現存する部屋は和室であるが、別荘時代はピアノをしつらえた洋室もあった。
部屋にある襖・屏風・扁額・軸物も文化財としての価値を持つ。これらは栃木県にゆかりのある作者の手によるもので、例えば、掛軸は高久靄厓、天袋は県六石の作品である。
敷地面積は3,312 m2で、うち1,600 m2が回遊式日本庭園である。庭園には小さな滝がある。

## 利用
真岡市は観光施設および文化・コミュニティ施設と位置付けている。各種イベント会場として利用され、2022年（令和4年）2月には、真岡・浪漫ひな飾り つり雛展を初めて開催した。この企画は例年、真岡市久保講堂で行っていたが、新型コロナウイルス感染症の流行を受けて岡部記念館に会場を変更した。また、同年12月18日には真岡女子高・真岡工業高と真岡まちづくりプロジェクト金鈴荘チームの合同企画として「金鈴荘の和風クリスマス」が開催された。
ロケーション撮影にも利用される。例えば2018年（平成30年）公開の映画『来る』では、妻夫木聡演じる田原秀樹が帰郷するシーンなどの撮影に使用された。2021年（令和3年）3月には、岡部記念館で撮影されたテレビ朝日系テレビドラマ『エアガール』（出演：広瀬すずら）と、NHK BSプレミアムのテレビドラマ『シリーズ・江戸川乱歩短編集』第4弾「新!少年探偵団」の『妖怪博士』（出演：満島ひかりら）が相次いで放送された。